# Saint-Laurent-le-Minier
Saint-Laurent-le-Minier är en kommun i departementet Gard i regionen Occitanien i södra Frankrike. Kommunen ligger i kantonen Sumène som tillhör arrondissementet Le Vigan. År 2022 hade Saint-Laurent-le-Minier 371 invånare.

## Befolkningsutveckling
Antalet invånare i kommunen Saint-Laurent-le-Minier
Referens:INSEE